# Peter Clemens Müller
Peter Clemens Müller (* 21. Oktober 1755 in Frankfurt am Main; † 25. April 1829 ebenda) war ein Politiker der Freien Stadt Frankfurt.
Peter Clemens Müller war Handelsmann in Frankfurt am Main. Von 1798 bis 1816 war er als Senator und von 1816 bis 1829 als Schöff Mitglied im Senat der Freien Stadt Frankfurt. Von 1817 bis 1827 war er Mitglied des Engeren Rates. Er gehörte dem Gesetzgebenden Körper von 1819 bis 1829 an. 